# 160. Division
Die 160. Division sind folgende militärische Einheiten auf Ebene der Division:

## Infanterie-Divisionen
- 160. Division (Japanisches Kaiserreich)
- 160. Division (Volksrepublik China), wurde im Chinesisch-Vietnamesischen Krieg als Truppenteil der 54. Armee aufgestellt